# 乌克兰希腊礼天主教会
烏克蘭希臘禮天主教會（羅馬化：Ukrainska hreko-katolytska tserkva），东正教各教会称之为合一派，是天主教會的一部分，是天主教会中遵从正教会拜占庭礼传统的教会之一，也是東儀天主教會的23個成員之一。而該教會是東儀天主教會中最大的教會。它完全與教宗共融并直屬羅馬教廷。現任大總主教斯維亞托斯拉夫·舍夫丘克於2011年3月上任。

## 歷史

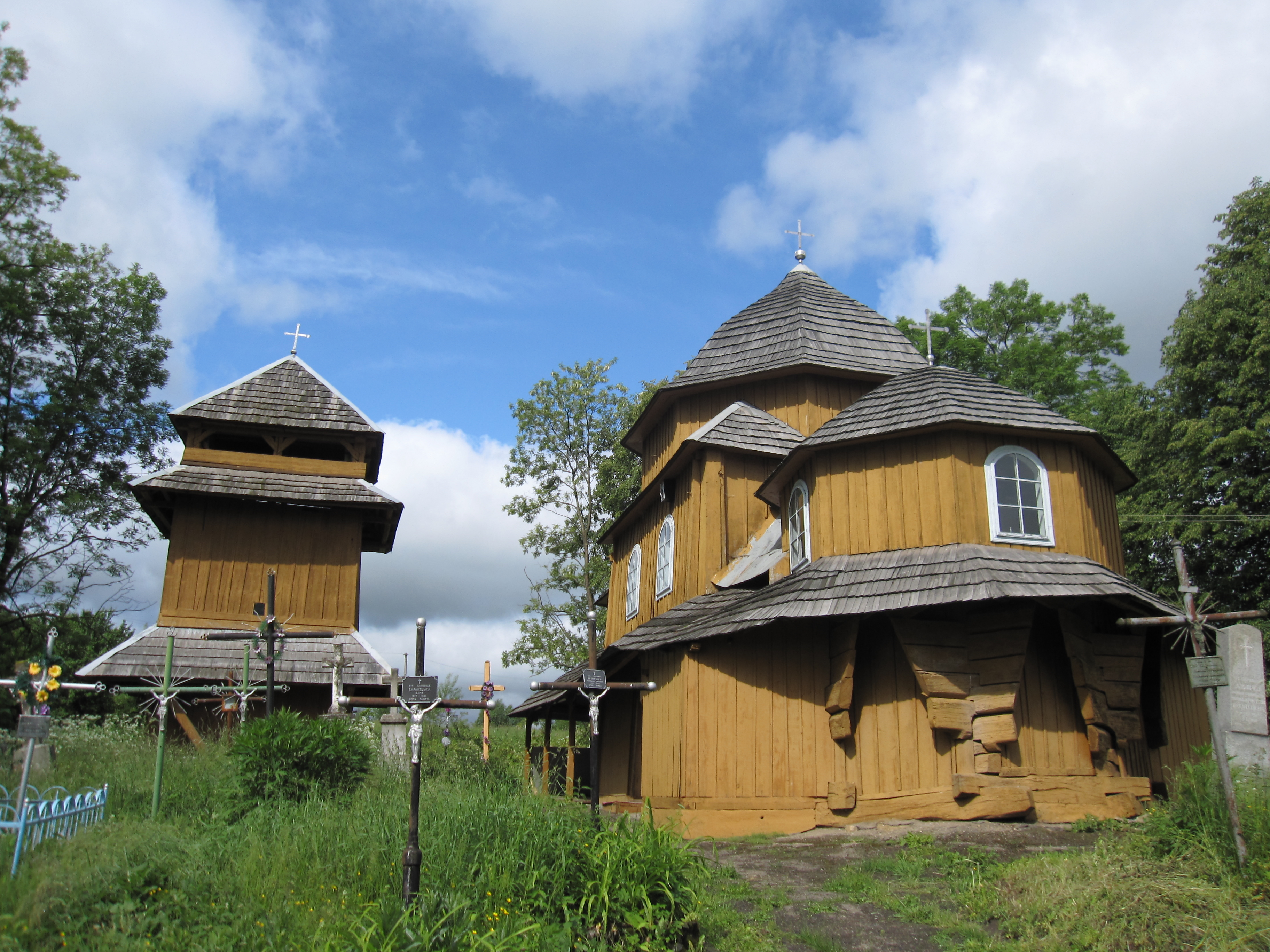
從17世紀開始，木製教堂和鐘樓是德羅霍貝奇典型的建築風格

### 教會傳入
烏克蘭天主教會16世紀後期才成立，但其根源最早可追溯到在中世紀的斯拉夫國家基輔羅斯。現代烏克蘭本土信仰主要是由拜占庭的傳教士傳入。在基督教會中西里爾是對傳教有非常大的重要，因為他們發明了格拉哥里字母，並被允許在舊教會中使用。他們還在斯拉夫語地區傳教。希臘禮的發展延續，直到東西教會大分裂後，羅塞尼亞教會和天主教分裂，前者成為東正教。1596年，通过布热斯科教会联合，乌克兰希腊礼教会加入天主教會。

### 19世紀

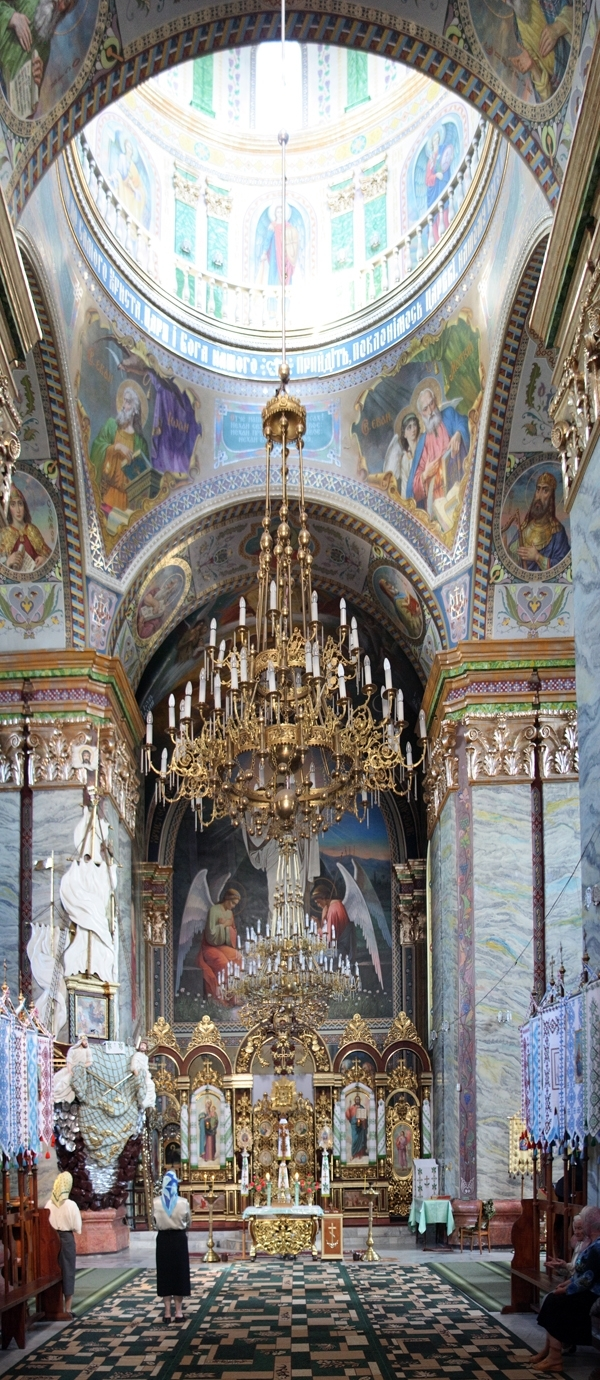
舍普季茨基聖佐治堂內部

### 20世紀

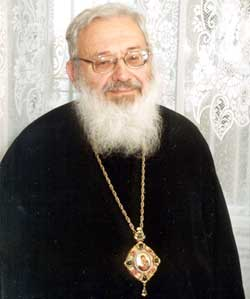
基輔-加利奇大總主教區榮休大總主教盧博米爾·胡薩爾枢机

20世紀初年，教會開始自治。第一次世界大戰後，在波蘭、匈牙利、羅馬尼亞和捷克斯洛伐克等國家，已經有一定的信徒。在第二次世界大戰期間，教會受到民族主義者和東正教打壓。二戰後，因為烏克蘭受到蘇聯所統治，大力進行反宗教行動，該教會的所有財產被轉移至俄羅斯正教會，全國所有教堂關閉。由1945年開始，大量神職人員和信徒被限制活動、被驅逐出境和被送到西伯利亞的勞改營，有800名神父被監禁。但也一些神職人員轉入地下教會繼續傳教。另外，在19世紀70年代開始，因為大量烏克蘭人移民至西歐和美洲等地區，使該教會在這些地區快速發展，並成立多個教區。而且，在蘇聯時期為烏克蘭的地下教會提供大量支持。
直到80年代末期，蘇聯對宗教的態度改變，直至1991年12月，戈爾巴喬夫在蘇聯實行宗教自由，該教會也可以恢復。但是，該教會的財產在蘇聯統治初期被沒收，使該教會需要長時間才能恢復。

## 現況

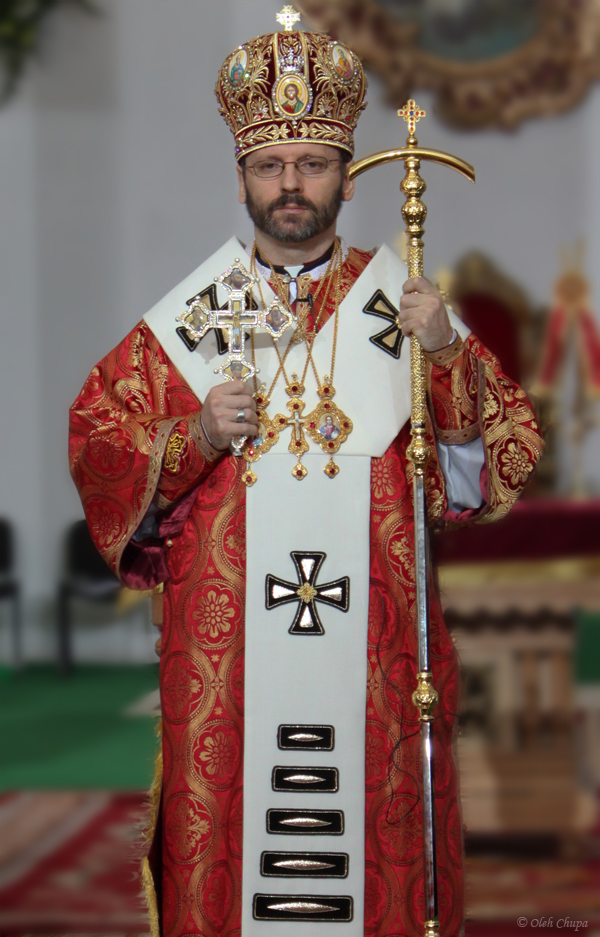
現任大總主教斯維亞托斯拉夫·舍夫丘克

該教會教座位於烏克蘭首都基輔的基督復活大總主教座堂。教會一直以來的信徒以烏克蘭僑民為主。現在有44名大總主教、總主教和主教。在四大洲設立31個大總教區、總教區、教區和宗座代牧區，主要在波蘭，美國，加拿大等。但在烏克蘭中，信仰烏克蘭希臘禮天主教會人口，只是排行該國的第二大教會。20世紀90年代末進行的調查許多一致顯示，6％至8％烏克蘭人信烏克蘭禮（3至5萬人），9.4％至12.6％認同自己是屬於這個教會。而烏克蘭最大是信仰烏克蘭東正教。
現在烏克蘭禮已經很少在禮儀中使用教會斯拉夫語和烏克蘭語。教會在不同國家，會使用該國的地方語言，例如德語、英語、法語等。但一些堂區在慶祝節慶和紀念日時，還會使用教會斯拉夫語或烏克蘭語。

## 爭議
在21世紀，該教會將大總主教教座由利維夫遷移至烏克蘭首都基輔。然而，這個行動造成了爭議，因為遷移教會至基輔，有大量的政治色彩，還有說法這決定是為了更有利任命主教。但其實長期以來，烏克蘭西部才是信徒的大本營。

## 拉丁儀化
烏克蘭希臘禮天主教教會開始了去拉丁化改革。這些措施包括取消拉丁禮的苦路、玫瑰經念珠和教堂的聖體匣等。改用拜占庭禮的禮儀用品。而為了回應這改革，在利維夫的神學院已經組織了一個名為聖約薩法特會（英語：Priestly Society of Saint Josaphat），以對抗這改革。目前它有約20名會員。而且，它是屬於聖庇護十世司鐸兄弟會（拉丁語：Fraternitas Sacerdotalis Sancti Pii X）。

## 教區
截至2008年，烏克蘭希臘天主教教會，估計有4284082名信徒，43名主教，4175個堂區，2657名教區神父，1547名修女，113名執事和692名修生。

### 烏克蘭
- 烏克蘭希臘禮天主教基輔-加利奇大總教區
- 烏克蘭希臘禮天主教基輔總教區
  - 烏克蘭希臘禮天主教頓涅茨克督教區
  - 烏克蘭希臘禮天主教哈爾科夫督教區
  - 烏克蘭希臘禮天主教盧茨克督教區
  - 烏克蘭希臘禮天主教敖德薩督教區
  - 烏克蘭希臘禮天主教克里米亞督教區
- 烏克蘭希臘禮天主教利維夫總教區
  - 烏克蘭希臘禮天主教斯特雷教區
  - 烏克蘭希臘禮天主教桑博爾-德羅霍貝奇教區
  - 烏克蘭希臘禮天主教索科爾-若夫克瓦教區
- 烏克蘭希臘禮天主教捷爾諾波爾-茲博羅夫總教區
  - 烏克蘭希臘禮天主教布恰奇教區
- 烏克蘭希臘禮天主教伊萬諾-弗蘭科夫斯克總教區
  - 烏克蘭希臘禮天主教科洛梅亞教區
  - 烏克蘭希臘禮天主教切爾諾夫策教區

### 波蘭
- 烏克蘭希臘禮天主教普熱梅希爾-華沙總教區

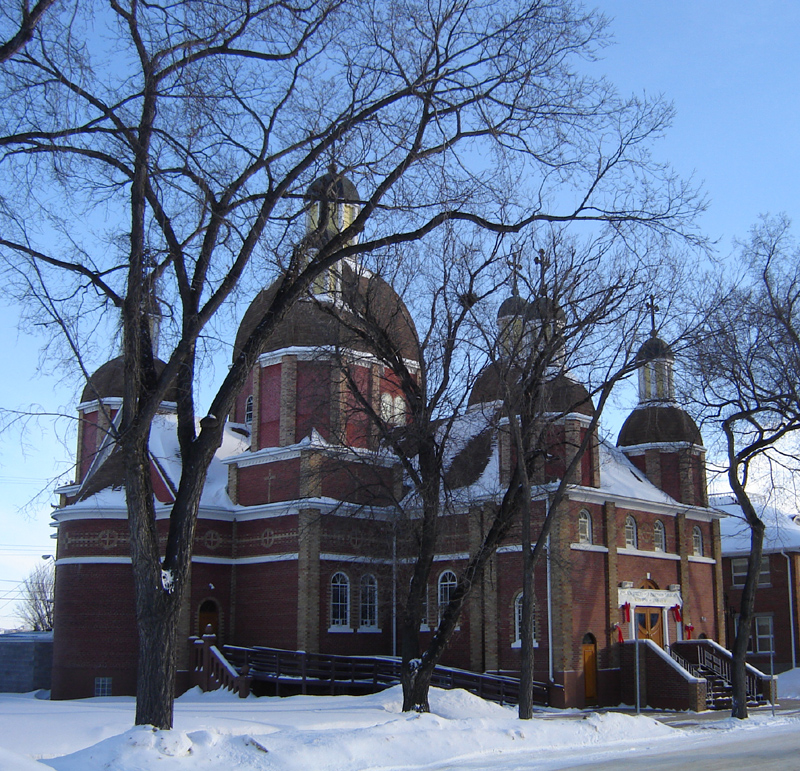
乌克兰希腊礼天主教会聖佐治堂

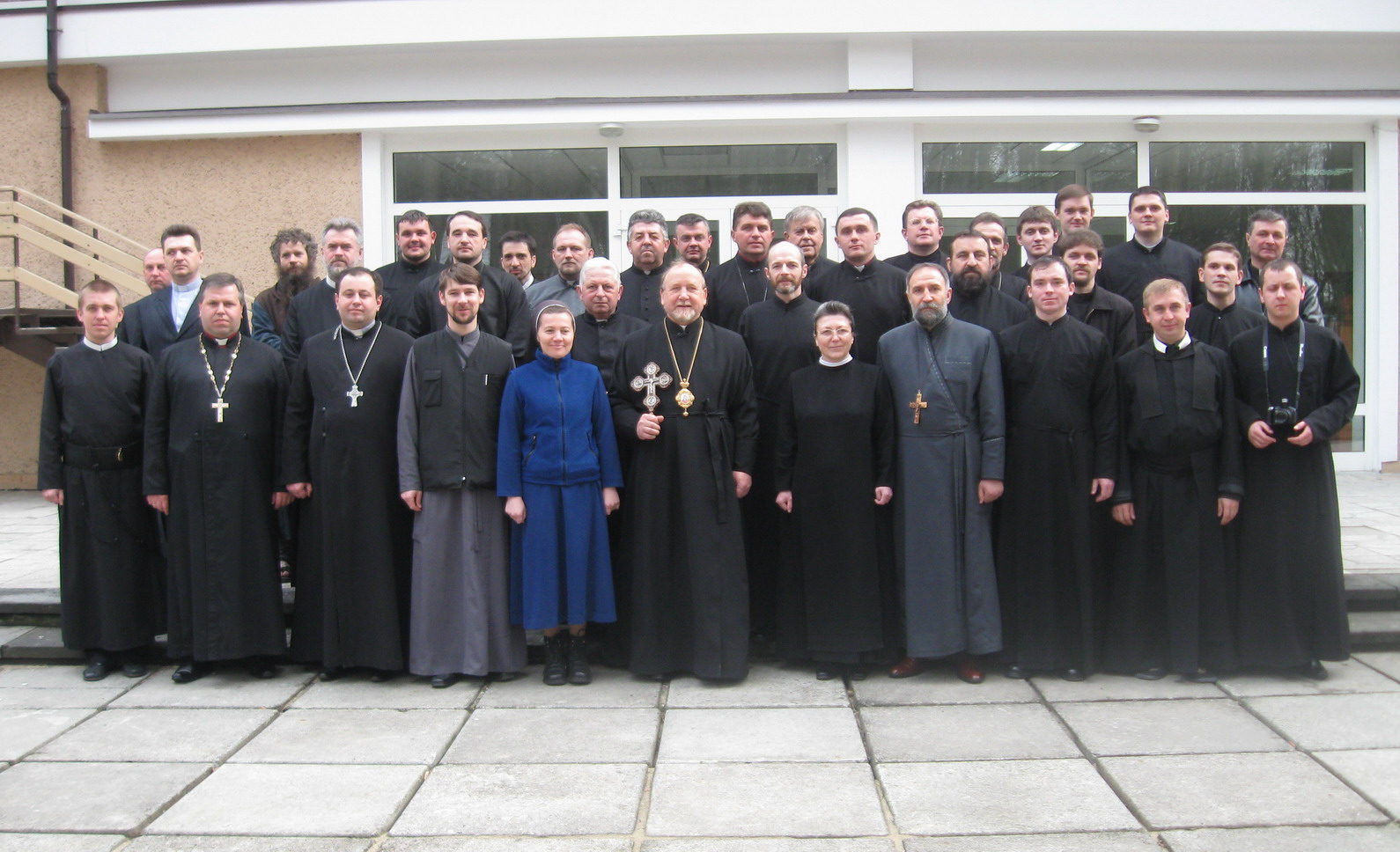
2008年在乌克兰，乌克兰希腊礼天主教会神父

  - 烏克蘭希臘禮天主教弗羅茨瓦夫-科沙林教區 (Вроцлавсько-Кошалінська єпархія)
  - 烏克蘭希臘禮天主教奧士廷-格但斯克教區 (Ольштинсько-Ґданська єпархія)

### 加拿大
- 烏克蘭希臘禮天主教溫尼伯總教區
  - 烏克蘭希臘禮天主教艾德蒙頓教區
  - 烏克蘭希臘禮天主教多倫多及加拿大東部教區
  - 烏克蘭希臘禮天主教薩克屯教區
  - 烏克蘭希臘禮天主教新西敏教區

### 美國
- 乌克兰希腊礼天主教费城总教区
  - 乌克兰希腊礼天主教芝加哥教区
  - 乌克兰希腊礼天主教帕尔玛圣约沙法教区
  - 烏克蘭希臘禮天主教斯坦福教區

### 直屬
- 烏克蘭希臘禮天主教庫里奇巴聖若翰洗者教區（巴西）
- 烏克蘭希臘禮天主教布宜諾斯艾利斯聖母贊助教區（阿根廷）
- 烏克蘭希臘禮天主教聖伯多祿聖保祿教區（澳洲, 新西蘭及大洋洲）
- 烏克蘭希臘禮天主教德國及斯堪地納維亞宗座代牧區
- 烏克蘭希臘禮天主教倫敦聖家教區
- 烏克蘭希臘禮天主教巴黎聖大符拉基米爾教區
- 烏克蘭希臘禮天主教意大利宗座代牧區

## 外部連結
- 烏克蘭希臘禮天主教會官方網站（页面存档备份，存于）